# Iki-Czibirskij
Iki-Czibirskij (ros. Ики-Чибирский) – osiedle w Rosji, w obwodzie astrachańskim, w rejonie jenotajewskim. W 2010 liczyło 125 mieszkańców.